# Liste der Kulturdenkmäler in Elmstein
In der Liste der Kulturdenkmäler in Elmstein sind alle Kulturdenkmäler der rheinland-pfälzischen Ortsgemeinde Elmstein einschließlich der Ortsteile Appenthal, Harzofen, Iggelbach, Speyerbrunn und Wolfsgrube aufgeführt. In den Ortsteilen Erlenbach, Helmbach, Mückenwiese, Röderthal, Schafhof, Schwabenbach, Schwarzbach und Stilles Tal sind keine Kulturdenkmäler ausgewiesen. Grundlage ist die Denkmalliste des Landes Rheinland-Pfalz (Stand: 19. Dezember 2024).

## Denkmalzonen
| Bezeichnung                    | Lage | Baujahr                 | Beschreibung | Bild                           |
| ------------------------------ | --- | ----------------------- | --- | ------------------------------ |
| Denkmalzone Burg Elmstein      | Elmstein, Burgweg/Berggasse Lage | 12. Jahrhundert         | Gründung wohl im 12. Jahrhundert durch Pfalzgraf Konrad zur Wegesicherung, 1525 oder 1688 zerstört; Spornanlage; Reste der Schildmauer und des Palas; ortsbildprägend | weitere Bilder Fotos hochladen |
| Denkmalzone Ortskern Iggelbach | Iggelbach, Dorfstraße 54–101 (ohne Nr. 55, 63, 66, 81 und 93), Hübelgasse 1, 3 und 5, Schlossgasse 2, Wiesengasse 1, 2–10 (gerade Nummern) und 7–17 (ungeraden Nummern), Steingasse 2, Entengasse 1–4 Lage | 18. und 19. Jahrhundert | Waldarbeiterdorf mit Unterstallhäusern des 18. und 19. Jahrhunderts, Schule, Lehrerwohnhäusern, Gasthaus                                                              | Fotos hochladen                |

## Einzeldenkmäler
| Bezeichnung                                                | Lage                                                          | Baujahr                                | Beschreibung | Bild                           |
| ---------------------------------------------------------- | ------------------------------------------------------------- | -------------------------------------- | --- | ------------------------------ |
| Kurfürstliches Jagdhaus                                    | Elmstein, Alte Forststraße 3 Lage                             | Mitte des 18. Jahrhunderts             | ehemaliges kurfürstliches Jagdhaus; Zweiseithof, Mitte des 18. Jahrhunderts; barocker Fachwerkbau (verputzt) mit Mansardwalmdach; barockes Kellergebäude, bezeichnet 1754 | weitere Bilder Fotos hochladen |
| Wohnhaus                                                   | Elmstein, Alte Schulstraße 1 Lage                             | spätes 18. oder frühes 19. Jahrhundert | Einfirsthaus, spätes 18. oder frühes 19. Jahrhundert | Fotos hochladen                |
| Dorfbrunnen                                                | Elmstein, Bahnhofstraße, neben Nr. 1 Lage                     | erste Hälfte des 19. Jahrhunderts      | ehemaliger Dorfbrunnen; klassizistischer Brunnenstock, erste Hälfte des 19. Jahrhunderts, zwei Becken | Fotos hochladen                |
| Forstamt Elmstein-Süd                                      | Elmstein, Bahnhofstraße 18 Lage                               | 1898/99                                | späthistoristischer ländlicher Krüppelwalmdachbau, 1898/99; straßenbildprägend mit Schankstraße 2 | weitere Bilder Fotos hochladen |
| Hofanlage                                                  | Elmstein, Bogengasse 1 und 5 Lage                             | spätes 18. Jahrhundert                 | stattliches Unterstallhaus, teilweise Fachwerk, separate Scheune, spätes 18. Jahrhundert | Fotos hochladen                |
| Friedhofskreuz und Kriegerdenkmal                          | Elmstein, Friedhofstraße, auf dem Friedhof Lage               | ab 1896                                | Friedhof 1820 angelegt, mehrmals erweitert; neugotisches Friedhofskreuz, bezeichnet 1896; Ehrenmal 1914/18 und 1939/45 mit Teilen des Ehrenmals von 1934 | Fotos hochladen                |
| Inschriftstein                                             | Elmstein, Hauptstraße, an Nr. 30 Lage                         | 1817                                   | Erinnerungsstein an das Hungerjahr 1817 | Fotos hochladen                |
| Wohnhaus                                                   | Elmstein, Hauptstraße 35 Lage                                 | 1850                                   | Unterstallhaus, teilweise Fachwerk, 1850 | weitere Bilder Fotos hochladen |
| Wohnhaus                                                   | Elmstein, Hauptstraße 48 Lage                                 | 1906                                   | späthistoristisches Wohnhaus, teilweise Zierfachwerk, bezeichnet 1906 | weitere Bilder Fotos hochladen |
| Gasthaus „Zum Jäger aus Kurpfalz“                          | Elmstein, Hauptstraße 50 Lage                                 | 1804                                   | ehemaliges Gasthaus; stattlicher Krüppelwalmdachbau, bezeichnet 1804; platz- und ortsbildprägend | Fotos hochladen                |
| Protestantische Pfarrkirche Elmstein                       | Elmstein, Hauptstraße 54 Lage                                 | 1841–43                                | Sandsteinquader-Saalbau im Rundbogenstil mit neuromanischen Motiven, 1841–43, Architekt August von Voit, späthistoristischer Fassadenturm, 1899–1900, Architekt Franz Schöberl, Speyer; ortsbildprägend | weitere Bilder Fotos hochladen |
| Protestantisches Pfarrhaus                                 | Elmstein, Hauptstraße 56 Lage                                 | erste Hälfte des 19. Jahrhunderts      | stattlicher Walmdachbau, Heimatstil, erste Hälfte des 19. Jahrhunderts, Aufstockung 1908, Architekt Müller, Kaiserslautern | Fotos hochladen                |
| Gasthaus „Zum Schloßberg“                                  | Elmstein, Hauptstraße 57 Lage                                 | 1754                                   | ehemaliges Gasthaus „Zum Schloßberg“, zuvor „Churpfalz-Gasthof“; spätbarocker Krüppelwalmdachbau, teilweise Fachwerk, 1754; straßenbildprägend | weitere Bilder Fotos hochladen |
| Gasthaus „Zur Linde“                                       | Elmstein, Hauptstraße 60 Lage                                 | 1908                                   | stattlicher historisierender Eckbau, 1908; platz- und ortsbildprägend | weitere Bilder Fotos hochladen |
| Alte katholische Pfarrkirche Mariä Heimsuchung             | Elmstein, Hauptstraße 62 Lage                                 | 1765                                   | barocker Saalbau, 1765, Architekt Karl Schaeffer, Heidelberg | weitere Bilder Fotos hochladen |
| Katholisches Pfarrhaus                                     | Elmstein, Hauptstraße 76 Lage                                 | 1775                                   | Krüppelwalmdachbau, 1775, teilweise Erneuerung in der zweiten Hälfte des 19. Jahrhunderts | weitere Bilder Fotos hochladen |
| Leidnersche Sägemühle                                      | Elmstein, Hauptstraße 142/142a Lage                           | um 1900                                | ehemalige Leidnersche Sägemühle, um 1900 ff.; Wohnhaus, Mühlengebäude mit Werkstattbau samt Inventar, Schuppen (südöstlich davon), wasserbauliche Anlagen (Mühlgraben samt Ablauf, Speyerbach zwischen der Mündung des Großen Legelbaches und Ende des Mühlgrabens), zugehörige Freiflächen (insbesondere der Hofraum und die Wiesen zwischen Straße und Speyerbach); bauliche Gesamtanlage | weitere Bilder Fotos hochladen |
| Wappenschmiede                                             | Elmstein, Möllbachstraße 5/7 Lage                             |                                        | ehemalige Wappenschmiede; im Untergeschoss des schlichten Hochwohnhauses (Bild) wasserbetriebene Schmiede mit technischer Ausstattung; unweit nördlich der Schmiede Bachwehr (Bild) | weitere Bilder Fotos hochladen |
| Forstamt Elmstein-Nord                                     | Elmstein, Schankstraße 2 Lage                                 | 1808                                   | ländlicher Krüppelwalmdachbau, teilweise Zierfachwerk, 1808, Umbau und Aufstockung 1909, Architekt Otto Baer, Speyer; straßenbildprägend mit Bahnhofstraße 18 | weitere Bilder Fotos hochladen |
| Katholische Wallfahrtskirche zum Unbefleckten Herzen Mariä | Elmstein, Schankstraße 11 Lage                                | 1950–52                                | dreischiffige Basilika mit Querhaus und Vierungsturm, 1950–52, Architekt Albert Boßlet, Würzburg | weitere Bilder Fotos hochladen |
| Steinkreuz und Grenzsteine                                 | Elmstein, nördlich des Ortes an der K 38 Lage                 | 1768 und 1910                          | Sandsteinkreuz, bezeichnet 1910 (Ritterstein 132); der Straße folgend nach Nordosten in regelmäßiger Folge Grenzsteine, 1768 | Fotos hochladen                |
| Steinernes Kreuz                                           | Elmstein, nördlich des Ortes an der K 38 Lage                 | 1602                                   | Loogstein; reliefierter Sandsteinfindling, 1602 erstmals erwähnt | Fotos hochladen                |
| Nibelungenfelsen                                           | Elmstein, nördlich des Ortes an der L 504 Lage                |                                        | terrassiertes Felsmassiv, Relief mit Nibelungensage-Figuren, 1928 von Heinrich Hawick, Dortmund | Fotos hochladen                |
| Nibelungenheim                                             | Elmstein, nördlich des Ortes im Wald; Distrikt Legelberg Lage |                                        | eingeschossiger Heimatstilbau, bezeichnet 1927–1934, Architekt Bruno Lenhard, auf älteren Resten | BW                             |
| Triftanlagen am Legelbach                                  | Elmstein, nördlich des Ortes am Legelbach Lage                | zweites Viertel des 19. Jahrhunderts   | Franzensklause, zweites Viertel des 19. Jahrhunderts; nördlich davon an der Straße beim Hutbrunnen Riesel; Trockentalklause | Fotos hochladen                |
| Uhr- und Glockenturm                                       | Appenthal, Mühlstraße ohne Nummer Lage                        | um 1900                                | Fachwerkkonstruktion auf massivem Sockel, Mansarddach, um 1900 | Fotos hochladen                |
| Wohnhaus                                                   | Appenthal, Talstraße 2 Lage                                   | nach 1906                              | stattliches eineinhalbgeschossiges Fachwerkwohnhaus, nach 1906 | Fotos hochladen                |
| Alter Turm                                                 | Appenthal, Talstraße 13 Lage                                  | 1488                                   | Kapellenruine; Bruchsteinbau mit Ansätzen der Außenmauern des ehemaligen Saalbaus, 1488; Teile der Langhauswände im Haus Talstraße 15 | weitere Bilder Fotos hochladen |
| Naturfreundehaus Harzofen                                  | Harzofen, Esthaler Straße 63, 65 Lage                         | 1919–21                                | 1919–21 mit älteren Teilen, Ausbau 1933/34; Nr. 63 Krüppelwalmdachbau im Heimatstil, Treppenturm; Nr. 65 von 1938 | Fotos hochladen                |
| Protestantische Kirche Iggelbach                           | Iggelbach, Dorfstraße 31 Lage                                 | 1931–33                                | Saalbau im Heimatstil, 1931–33, Architekt Ernst Stoll, Neustadt; ortsbildprägend; zugehörig das Gemeindehaus (Dorfstraße 29), Walmdachbau in barockisierendem Heimatstil, 1928/29 | weitere Bilder Fotos hochladen |
| Schulhaus                                                  | Iggelbach, Dorfstraße 54/54a und 56 Lage                      | 1905                                   | Schulhaus und ehemaliges Lehrerwohnhaus; Nr. 56 Schule, Krüppelwalmdachbau, 1905, Erweiterung 1910; Nr. 54/54 a eingeschossiges Doppelwohnhaus mit Mansardwalmdächern, um 1910; bauliche Gesamtanlage; ortsbildprägend | Fotos hochladen                |
| Wohnhaus                                                   | Iggelbach, Dorfstraße 69 Lage                                 | 1836                                   | stattliches Unterstallhaus, Sandsteinquaderbau, bezeichnet 1836 | Fotos hochladen                |
| Wohnhaus                                                   | Iggelbach, Dorfstraße 86 Lage                                 | 1832                                   | Unterstallhaus, teilweise Fachwerk (verputzt), 1832 | Fotos hochladen                |
| Wohnhaus                                                   | Iggelbach, Hübelgasse 1 Lage                                  | 18. Jahrhundert                        | Unterstallhaus, teilweise Fachwerk (verputzt), 18. Jahrhundert | Fotos hochladen                |
| Glocken- und Uhrturm                                       | Iggelbach, Schloßgasse ohne Nummer Lage                       | 1899                                   | Sandsteinquaderbau mit Zeltdach, 1899; ortsbildprägend | Fotos hochladen                |
| Forsthaus                                                  | Iggelbach, Schloßgasse 13 Lage                                | 1911                                   | eingeschossiger Sandsteinquaderbau mit Krüppelwalmdach, Heimatstil, 1911 | Fotos hochladen                |
| Speyerbrunnenklause                                        | Speyerbrunn, Erlenbachstraße Lage                             | 1834                                   | Speyerbrunnenklause und Quellfassung, Stauweiher, bezeichnet 1834; Sandsteinquader und Treppe, 19. Jahrhundert | Fotos hochladen                |
| Katholische Kirche St. Wendelinus und Hubertus             | Speyerbrunn, Johanniskreuzer Straße 1 Lage                    | 1930/31                                | Sandsteinquader-Saalbau in barockisierendem Heimatstil, 1930/31 von Josef Kuld, Mannheim; ortsbildprägend | Fotos hochladen                |
| Wohnhaus                                                   | Speyerbrunn, Johanniskreuzer Straße 5 Lage                    | 1908/09                                | stattlicher Mansarddachbau in barockisierendem Heimatstil, 1908/09, Umbau und Erweiterung 1916; ortsbildprägend | Fotos hochladen                |
| Schulhaus                                                  | Speyerbrunn, Johanniskreuzer Straße 9 Lage                    | 1851/52                                | ehemaliges Schulhaus; 1851/52, Architekt Spaeth, Neustadt, Aufstockung 1893, Architekt Lichtenberger, 1922 verändert | Fotos hochladen                |
| Forsthaus                                                  | Speyerbrunn, Johanniskreuzer Straße 14 Lage                   | 1883/84                                | eineinhalbgeschossiger spätklassizistischer Putzbau, 1883/84, Wirtschaftsgebäude | Fotos hochladen                |
| Forsthaus Wolfsgrube                                       | Wolfsgrube, nordöstlich von Schwabenbach Lage                 | 1827–31                                | kubischer klassizistischer Walmdachbau, 1827–31, Architekt Johann Bernhard Spatz, Aufstockung um 1920; Gesamtanlage mit Vorgarten und Wirtschaftsgebäuden | Fotos hochladen                |